# Solo se interrogato
Solo se interrogato. Appunti sulla maleducazione di un insegnante volenteroso è un libro dello scrittore e insegnante Domenico Starnone. Il libro analizza la scuola degli anni novanta e quella precedente. La forma è quella di un diario della personale esperienza di insegnamento dell'autore, alternato a digressioni autobiografiche e storico-sociali. Il piglio dell'esposizione è spesso ironico, e non mancano riferimenti a opere e personaggi della letteratura.
Dal libro è tratto il film Auguri professore, di Riccardo Milani.